# Métal liquide

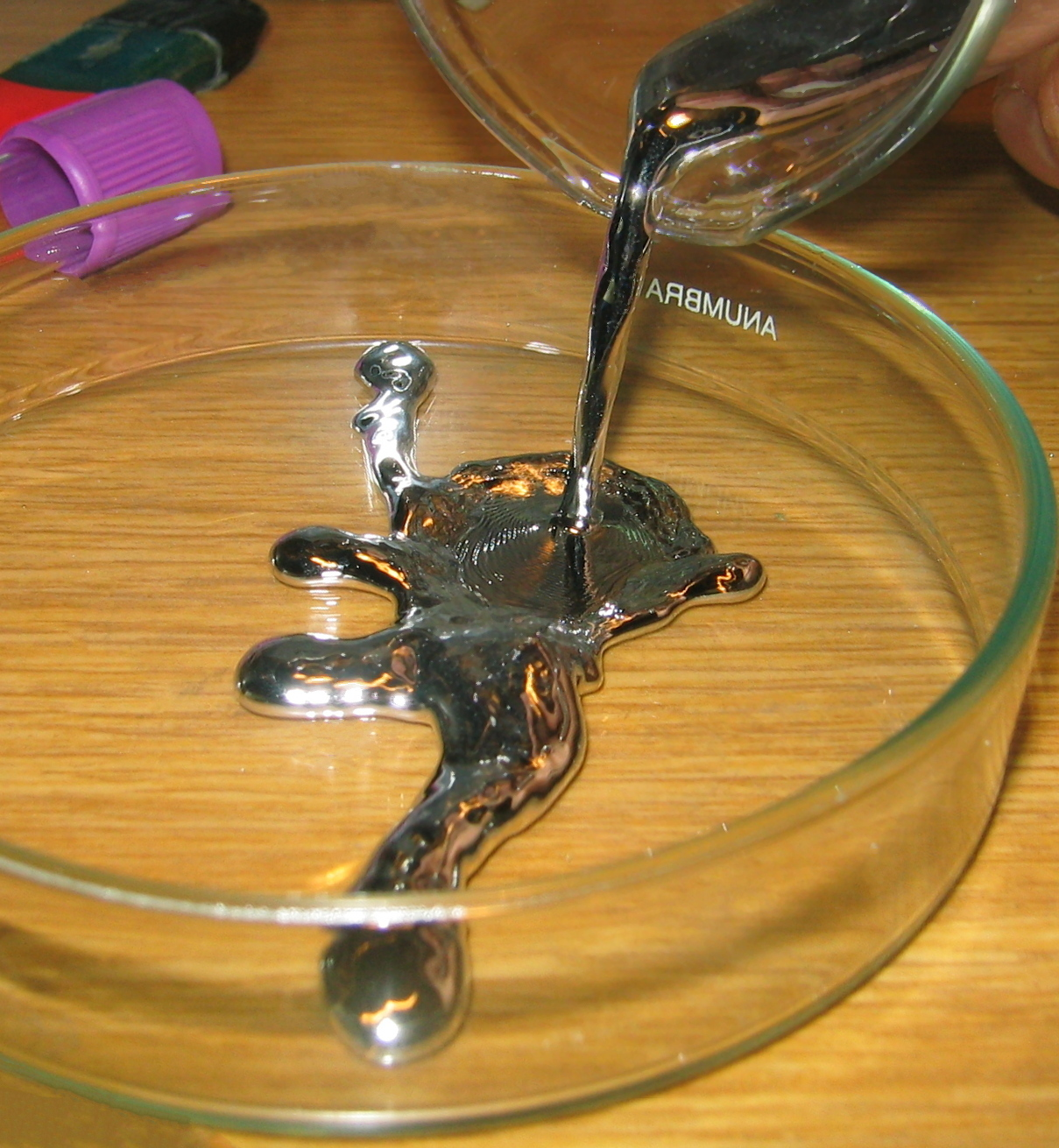
Le mercure est liquide à température ambiante.

D'une façon générale un métal liquide est un métal à l'état liquide (donc à une température supérieure à son point de fusion TF, ou maintenu en surfusion), mais on appelle plus particulièrement métal liquide un métal qui est liquide à température ambiante ou à une température à peine plus haute.

## Corps purs
- Le seul corps pur métallique liquide à température ambiante de façon certaine est le mercure Hg (TF = −38,8 °C).
- Le gallium Ga est aussi un métal liquide (TF = 29,76 °C), il fond dans la main (sans être corrosif ou radioactif comme ceux qui suivent).
- Plusieurs métaux alcalins sont des métaux liquides :  le francium Fr (TF = 27 °C), le césium Cs (28,44 °C) et le rubidium Rb (39,30 °C).
- Plusieurs transactinides sont probablement des métaux liquides mais leur point de fusion n'a pas été mesuré, seulement calculé : le flérovium Fl (TF = −73 °C) et le copernicium Cn (10 ± 11 °C)[1]. Leur demi-vie est si courte (moins de 30 s) qu'il est impossible d'en obtenir un échantillon macroscopique, leur caractère "liquide" reste donc théorique et sans application pratique possible.

## Alliages

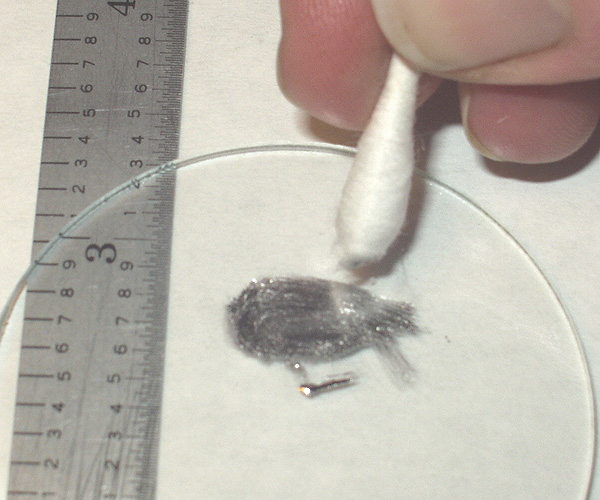
Une gouttelette de galinstan (provenant d'un thermomètre cassé) mouille largement (avec l'aide d'un coton-tige) un disque de verre à température ambiante, créant un miroir rugueux.

- Divers alliages du mercure sont des métaux liquides, mais leur usage est limité par leur coût et leur toxicité.
- Plusieurs alliages de l'indium sont des métaux liquides, avec diverses applications mais limitées par le coût de l'indium[2].
- Plusieurs alliages du gallium sont aussi des métaux liquides et leur usage se répand, favorisé par leur faible toxicité et leur moindre coût[3]. Sont notamment commercialisés :
  - l'eutectique de gallium et d'indium, dénommé EGaIn ;
  - l'eutectique de gallium, indium et étain (TF = −19 °C), dénommé galinstan.
- Quelques alliages à base de métaux alcalins (NaK).